# Paulo Jamur
Paulo Antonio Ramires Jamur (* 17. Dezember 1964 in Curitiba) ist ein ehemaliger brasilianischer Radrennfahrer.

## Sportliche Laufbahn
Jamur war im Bahnradsport und im Straßenradsport aktiv. Er war Teilnehmer der Olympischen Sommerspiele 1984 in Los Angeles. Dort startete er im Sprint. Er war auch Teilnehmer der Olympischen Sommerspiele 1988 in Seoul. In der Mannschaftsverfolgung wurde das brasilianische Team mit Clóvis Anderson, Paulo Jamur, Fernando Louro und Antônio Silvestre auf dem 19. Rang klassiert. Bei den Panamerikanischen Spielen 1987 in Indianapolis gewann er die Bronzemedaille in der Mannschaftsverfolgung.
1996 gewann er die Volta Ciclistica de Porto Alegre. Im Rennen Circuito Boa Vista 1997 wurde er Zweiter.